# Ansiedad (canción)
«Ansiedad» es un bolero escrito en 1955 por el compositor venezolano José Enrique Sarabia. El tema fue popularizado internacionalmente en 1959 por Nat King Cole. Existen más de 800 versiones de la canción.

## Composición
La canción fue compuesta por un jovencisimo José Enrique Sarabia en 1955, cuando el compositor contaba con 15 años. Tras ver la película mexicana de 1953 titulada Ansiedad, dirigida por Miguel Zacarías y protagonizada por Pedro Infante y Libertad Lamarque, comenzó a escribir el tema homónimo. De la película tomó el título, no así la temática. Sarabia se había trasladado a Caracas para estudiar tecnificación petrolera en la Escuela Técnica Industrial, dejando a su novia en Isla Margarita, según sus propias palabras "Ansiedad" la motivó indudablemente tanta soledad y pesar. El día que la terminé, coincidió a la casualidad al cumplir 15 años, el 13 de marzo de 1955. Ese día, me sentía demasiado solo… Sin embargo, me acompañaron la letra y música de mi canción. Las ansías y deseos de estar junto a mi enamorada…
El primer artista que grabó el tema fue el cantante venezolano Rafael Montaño en 1955. Montaño estaba grabando un álbum para la Marina venezolana y ante la insistencia del joven Sarabia, accedió a escuchar algunas de sus composiciones, el cantante quedó fascinado por "Ansiedad" y decidió grabarla e incluirla en el álbum.

## Versión de Nat King Cole
En 1958 el cantante norteamericano Nat King Cole grabó una serie de temas en español que publicó en su álbum En Español. Gracias al enorme interés que mostró el público hispano por este trabajo, Cole inició una gira por toda Latinoamérica. Cuando el cantante llegó a Venezuela, preguntó al presentador Renny Ottolina por la música local, pues ya tenía como misión tomar una canción de cada país que visitara para grabarla en su siguiente disco en español, que se llamaría “To My Friends” (A mis amigos).
Chelique Sarabia se encontraba trabajando en aquel momento como suplente del director técnico de El Show de Renny y logró que Ottolina le mostrara a Cole el tema que había compuesto. Según comentó el propio Sarabia; “El día en que Nat King Cole se presentó en El Show de Renny, yo estaba sustituyendo, como director técnico, a George Stone, quien se encontraba de vacaciones. Recuerdo que Renny entró con él a la cabina y me lo presentó. Le comentó que yo tenía una canción muy buena llamada “Ansiedad”, que posteriormente se la hizo escuchar e inmediatamente la escogió para su disco. Su versión resultó inmensamente popular en todo el mundo y la grabarían luego otros cantantes, como Roberto Yanés, Daniel Riolobos y Sarita Montiel, entre muchos otros. Hasta el momento hay cerca de mil versiones”.

## Otras versiones
Tras la internacionalización de la canción por Nat King Cole, «Ansiedad» ha sido grabada por multitud de artistas, entre los que destacan Amalia Mendoza, Flor Silvestre (en la película Dos locos en escena, 1959), Elvira Quintana (en la película De hombre a hombre, 1960), Sara Montiel, Adilia Castillo, Emilio José, Guadalupe Pineda, Nicho Hinojosa, Olga Guillot, Los Guaraníes, Alfredo Sadel, Carlos Cuevas, Dyango, Hector Acosta, Beto Orlando, Hugo Blanco, Javier Solis, Los Pasteles Verdes, Lucho Gatica, Maria Marta Serra Lima, Miguel Rios, Ilan Chester, Mijares, Ricardo Montaner, Raphael, Simón Díaz, Ana Belén,  Roberto Yanés, Daniel Riolobos, María Dolores Pradera o Edward Mena. En 1976, el cantante gibraltareño Albert Hammond la incluyó en My Spanish Album, su primer álbum en español.